# Vladimir Vett
Vladimir Vett (ryska: Владимир Ветт) är en rysk elviolinist som turnerar över hela Ryssland och har många konserter. Han spelar rock, electronic, dance och klassiskt. Elfiolerna som han har är en specialbeställd 5-strängad Viper från USA som Mark Wood tillverkar. Den andra är en 4-strängad Aurora.